# Inkomtijd
In de kansrekening is de inkomtijd van een stochastisch proces het toevallige tijdstip dat aangeeft vanaf wanneer het proces waarden aanneemt in een gegeven verzameling.
Onder bepaalde voorwaarden zijn inkomtijden belangrijke voorbeelden van stoptijden.

## Motiverend voorbeeld
Zij {\displaystyle \{X_{n}|n=0,1,\ldots \}} een stochastisch proces met discrete tijdstippen (hier geïndexeerd met de natuurlijke getallen) dat waarden aanneemt in de reële getallen.
Definieer de stochastische variabele N0 als het eerste tijdstip waarop het proces de waarde 0 aanneemt:
{\displaystyle N_{0}=\min\{n\in N|X_{n}=0\}}
Dan noemt men N0 de inkomtijd van het proces in het singleton {\displaystyle \{0\}.}

## Formele definitie
Zij
{\displaystyle \left((\Omega ,{\mathcal {A}},P),({\mathcal {A}}_{t}|t\geq 0),(X_{t}|t\geq 0),(E,{\mathcal {E}})\right)}
een stochastisch proces met waarden in een Poolse ruimte E.
Zij A een willekeurige deelverzameling van E.
De (eerste) inkomtijd van het proces in de verzameling A wordt gedefinieerd door
{\displaystyle T_{A}^{0}=\inf\{t\geq 0|X_{t}\in A\}}
Hiermee nauw verwant is het begrip 'hitting time' (aanslagtijd):
{\displaystyle T_{A}=\inf\{t>0|X_{t}\in A\}}
Hierbij wordt afgesproken dat het infimum van een lege verzameling niet-negatieve getallen gelijk is aan {\displaystyle +\infty .}

## Eigenschappen
Als A een meetbare verzameling is van de Borelstam {\displaystyle {\mathcal {E}},} dan zijn TA0 en TA
stochastische veranderlijken ten opzichte van {\displaystyle ({\mathcal {A}}_{t}|t\geq 0).}
Als A een open deelverzameling is van E, en de paden {\displaystyle t\mapsto X_{t}} van het proces zijn rechtscontinu,
dan zijn TA0 en TA gelijk, en deze veranderlijke
vormt een stoptijd ten opzichte van {\displaystyle ({\mathcal {A}}_{t}|t\geq 0).}

## Bron
1. ↑  Bauer, Heinz, "Probability Theory," de Gruyter Studies in Mathematics 23, Walter de Gruyter 1996